# FILE ID.DIZ

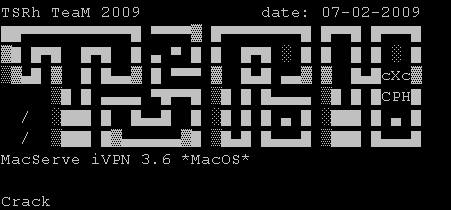
FILE ID DIZ

FILE_ID.DIZ est, en informatique, un fichier texte présentant une brève description du contenu d'une archive dans laquelle il est lui-même contenu.

## Description
La signification de FILE_ID signifie simplement file identification (« identification de fichier » en anglais). L'extension DIZ signifie Description In Zipfile (« description dans fichier ZIP »). Le format ZIP est un format d'archive courant à l'époque des BBS et est donc utilisé comme nom générique pour désigner une archive.

## Historique
Les fichiers FILE_ID.DIZ trouvent leur origine dans les BBS qui acceptent souvent un upload de fichiers de la part de leurs utilisateurs. Le logiciel demande aux utilisateurs de fournir une description des fichiers qu'ils chargent, mais ces descriptions sont souvent peu pertinentes. L'inclusion d'un fichier FILE_ID.DIZ dans une archive est conçu pour résoudre ce problème.
Le fichier FILE_ID.DIZ est inventé par Michael Leavitt, un employé de Clark Development, pour être employé sur son BBS personnel. Il écrit l'utilitaire PCBDescribe, dont le but est de permettre facilement aux créateurs de logiciels de décrire leurs travaux sans avoir à taper manuellement cette description à chaque fois qu'ils uploadent un fichier sur le BBS.
Clark Development l'Association des professionnels du Shareware (ASP) soutient cette idée. Clark réécrit PCBDescribe et l'inclut dans PCBoard, leur logiciel de gestion de BBS. L'ASP presse ses membres d'utiliser ce fichier de description dans leurs distributions. Michael Leavitt place les spécifications du fichier et le code source de PCBDescribe dans le domaine public et invite les autres compagnies de BBS à utiliser le fichier DIZ.
Bien que les BBS soient depuis tombés en désuétude, l'inclusion d'un fichier DIZ peut encore être rencontrée notamment sur les sites FTP de Warez, évolution des BBS d'échanges de fichiers illégaux.
Traditionnellement, un fichier FILE_ID.DIZ contient « jusqu'à 10 lignes de texte, chaque ligne ne dépassant pas 45 caractères », selon les spécifications de la version 1.9 ; cette restriction est rarement respectée.